# 高紹義
高 紹義（こう しょうぎ、生没年不詳）は、中国の北斉の皇族。文宣帝の三男。母は馮世婦。廃帝高殷の異母弟。北斉の滅亡後、突厥の庇護の下で斉の皇帝を称したが、北周に捕らえられた。

## 経歴
はじめ広陽王に封ぜられ、後に范陽王に改封された。侍中・清都尹を歴任した。身分の低い者たちと酒を飲むのを好み、勝手に内参を置いて、博士の任方栄を打ち殺した。武成帝は紹義を200回鞭打ち、昭信皇后のもとに送ると、昭信皇后も紹義を100回鞭打った。
576年、後主が鄴に撤退すると、紹義は尚書令・定州刺史となった。北周の武帝が并州を落とすと、封輔相を北朔州総管とした。前の長史の趙穆と司馬の王当万らが封輔相を捕らえて、任城王高湝を瀛州に迎えようと図った。しかし失敗して、紹義を迎えることとなった。紹義は馬邑に到着した。封輔相や韓阿各奴ら数十人はみなもとは北斉の臣であり、肆州以北の城戍280あまりがことごとく封輔相に従ったため、紹義が到着したころには、みな北周についていた。紹義と霊州刺史の袁洪猛は兵を率いて南に出て、并州を奪回しようとしたが、新興から肆州にかけてはすでに北周の守るところであった。紹義の軍の先鋒隊をつとめたふたりの儀同は北周に降った。北周の軍は顕州を攻撃し、顕州刺史の陸瓊を捕らえ、諸城を攻め落とした。紹義は撤退して北朔州を守った。北周の宇文神挙の軍が馬邑に迫ると、紹義は杜明達を派遣して抗戦させたが、大敗した。紹義は「死あるのみ。人に降ることはできない」と言って、突厥に逃れた。3000家を率いていたが、「帰りたいと思う者は好きにせよ」と命じると、およそ半分は泣いて拝礼して別れた。突厥の他鉢可汗は文宣帝を英雄天子と呼んでおり、紹義を文宣帝と似ていると考えて尊重した。北斉の人で漠北にいる者は、すべて紹義の麾下に属した。
営州の高保寧が尊号を称するよう勧進すると、紹義は皇帝を称し、武平元年の元号を建てた。趙穆を天水王とした。他鉢可汗は高保寧が平州を獲得したと聞くと、諸部を召集して、おのおの挙兵して南進させ、「范陽王を立てて斉の帝とし、その恨みに報いん」と言いふらさせた。北周の武帝は雲陽に大軍を集めて、自ら北伐しようとしたが、病のため突然死した。紹義がこのことを聞くと、天が己に味方したと喜んだ。盧昌期が范陽に拠り、紹義を迎えようとした。しかし北周の宇文神挙が盧昌期を攻め滅ぼした。紹義は幽州に到着すると、宇文神挙が出兵している虚をついて薊城を乗っ取ろうとし、天子の旌旗をならべ、燕の昭王の冢に登って閲兵した。宇文神挙は宇文恩らに4000人を率いさせて幽州を救援したが、その半ばは斉軍のため殺された。紹義は范陽城が陥落したと聞くと、突厥の地に撤退した。
北周は紹義の身柄を他鉢可汗から買い取ろうとして、賀若誼を使者に立てて説得した。他鉢可汗は突厥の南の国境で狩猟をすると騙して紹義を誘い出し、賀若誼に紹義を捕らえさせた。紹義は蜀の地に流された。
紹義の妃は封孝琬の娘であり、突厥から逃げ帰った。紹義は蜀で「夷狄は信なく、わたしをここに送った」と妃に手紙を残した。紹義は蜀で死去した。

## 伝記資料
- 『北斉書』巻十二 列伝第四
- 『北史』巻五十二 列伝第四十